# Stevan Jelovac
Stevan Jelovac (en serbe : Стеван Јеловац), né le 8 juillet 1989 à Farm Park au États-Unis et mort le 5 décembre 2021, est un joueur serbe de basket-ball. Il évolue au poste de pivot.

## Carrière
En février 2018, Stevan Jelovac marque 49 points lors d'une rencontre de la VTB United League contre le BC Kalev de Tallinn. Il bat le précédent record de 42 points détenu par Keith Langford. Jelovac établit aussi un nouveau record pour l'évaluation (55) sur une rencontre.
En février 2019, Stevan Jelovac quitte le Brose Baskets et rejoint le club turc de Gaziantep Basketbol avec un contrat courant jusqu'à la fin de la saison.
Il est victime d'un accident vasculaire cérébral le 14 novembre 2021 et meurt le 5 décembre à Novi Sad,.